# Moustapha Diop
Pour les articles homonymes, voir Diop.
Moustapha Diop, né à Louga, est un homme politique sénégalais, député à l'Assemblée nationale depuis le 17 novembre 2024.

## Biographie
Il fait ses études primaires et secondaires à Louga où il a obtenu le baccalauréat de la série S2, au lycée Mame Malick Sall.
Par la suite, il fréquente la Faculté des sciences économiques et de gestion de l'université Cheikh-Anta-Diop de Dakar où il obtient un diplôme d’étude universitaire général.
En France, il obtient une licence en sciences économiques et gestion, à l’université de Besançon, suivie d’un master 1 en Monnaie et Finance puis d’un master 2 en Finance et Banque.
Moustapha Diop est titulaire d'un master 2 en gestion financière des collectivités locales, obtenu à l'université de Grenoble.
De retour au Sénégal, en 2007, il occupe le poste d’analyste financier à la Caisse des Dépôts et Consignation.
En 2011, il est nommé Administrateur du Fonds National de l’Entreprenariat.
Moustapha Diop fait son entrée au Gouvernement de la République du Sénégal, en juillet 2014, en qualité de ministre délégué auprès du ministre de la Femme, de la Famille et de l’Enfance, chargé de la Microfinance et de l'Économie solidaire.
Candidat à l'élection municipale de 2014 de la commune de Louga avec la coalition Unis par l'espoir, Moustapha Diop remporte largement l'élection et succède Aminata Mbengue Ndiaye.
À la suite du remaniement ministériel intervenu le 7 septembre 2017, il devient ministre de l’Industrie et de la Petite et Moyenne Industrie.
Après la chute du régime présidentiel dont il était membre, Moustapha Diop est candidat aux élections législatives 2024 sous la coalition "Farlu" dont il est leader. Il devient député à l'Assemblée nationale le 17 novembre 2024 à la suite de ces élections législatives.